# Rondo Grzegórzeckie w Krakowie
Rondo Grzegórzeckie (również Rondo Kotlarskie) – jednopoziomowe skrzyżowanie w Krakowie zlokalizowane na wschód od Starego Miasta u zbiegu ulic Grzegórzeckiej, al. Powstania Warszawskiego, al. Pokoju i Kotlarskiej.

## Historia
Jako skrzyżowanie powstało w 1955 roku, kiedy to przerwano bieg ulicy Grzegórzeckiej, by utworzyć nową ulicę – Aleję Pokoju. Wtedy wybudowano również Aleję Powstania Warszawskiego (pod nazwą „Aleja Powstańców Warszawy”). Przez skrzyżowanie kursowały wówczas tramwaje wzdłuż wszystkich trzech wymienionych wyżej ulic. W latach 70. skrzyżowanie zmieniono w rondo. Było to świeżo po wydłużeniu alei Pokoju od Dąbia do równie nowo powstałego Ronda Czyżyńskiego. Rondo Grzegórzeckie stało się wówczas częścią jednej z arterii komunikacyjnych łączącej centrum Krakowa z Nową Hutą. W latach 80. do tego ronda została podłączona ślepa, pomyślana przyszłościowo ulica Kotlarska, która w 2001 roku została połączona z Zabłociem poprzez Most Kotlarski. Rondo Grzegórzeckie zostało gruntownie przebudowane w 2008 roku, a w 2010 zostało do niego od ulicy Kotlarskiej podłączone nowe torowisko od pętli „Mały Płaszów”.

## Komunikacja
Rondo Grzegórzeckie jest jednym z najważniejszych węzłów komunikacyjnych w Krakowie. Obecnie rondo posiada 3 pasy ruchu i przepustowość rzędu 6 tys. pojazdów na godzinę. Rondo ma funkcję samooczyszczania tzn. każdy pas ruchu wyprowadza poza rondo, żeby na nim pozostać, trzeba zmieniać pasy ruchu.
Przez rondo przebiega II obwodnica Krakowa w ciągu ulicy Kotlarskiej i alei Powstania Warszawskiego. Przebiegają przez nie trasy licznych linii tramwajowych i autobusowych krakowskiej komunikacji miejskiej, m.in. trasa Krakowskiego Szybkiego Tramwaju.